# 阿依河
阿依河是发源于贵州省务川县分水镇，位于重庆市彭水苗族土家族自治县一条河流，是长溪河更名而来。主要经过长旗坝、舟子沱、三江口三个个地区，最终注入乌江。阿依河全长21公里，河段长近35公里。
阿依河地区有多种国家级保护动物。如黑叶猴、金钱豹、藏猷猴等。阿依河流域有多个科属的动物95种，鸟类63种，植物169种。流域自珍惜然植物有中华纹母、红豆杉等。